# エドガー・ベルランガ
エドガー・ベルランガ（Edgar Berlanga、1997年5月18日 - ）は、アメリカ合衆国のプロボクサー。ニューヨークブルックリン区出身。

## 来歴
両親はプエルトリコからの移民で、ベルランガはニューヨーク・ブルックリンのプエルトリココミュニティで産まれた。7歳でボクシングを始め、試合に観戦に行くなどフェリックス・トリニダードに憧れていた。
アマチュアでの162勝17敗の実績を引っ下げプロに転向した。
2016年4月29日、アグアスカリエンテス州アグアスカリエンテスでプロデビュー戦を行い、初回KO勝ち。この試合から連続初回KO勝ち記録を作るスタートとなった。
2020年12月12日、ラスベガスのMGMグランド内ザ・バブルで行われたウリセス・シエラとの対戦で初回2分41秒TKO勝ちを収め、16試合連続初回KO勝ちを記録した。
2021年4月24日、フロリダ州キシミーのシルバー・スパーズ・アリーナでデモンド・ニコルソンと対戦し、8回3-0（79-69×2、79-68）の判定勝ちを収めた。初めての判定試合となり、連続初回KO勝ち記録が16試合で途切れたことで、アリ・ライミの25試合連続初回KO勝ちの世界記録更新はならなかった。
2021年10月9日、T-モバイル・アリーナで行われたタイソン・フューリー 対 デオンテイ・ワイルダー第3戦の前座でマルセロ・エステバン・コセレスとNABO北米スーパーミドル級王座決定戦を行い、9回にダウンを奪われるも、10回3-0（3者共96-93）の判定勝ちを収め王座獲得に成功した。
2023年2月14日、トップランクから移籍してマッチルーム・スポーツ・USAと契約した。
2024年2月24日、フロリダ州オーランドのカリビ・ロイヤル・オーランドで元IBO世界ライトヘビー級王者のパトレイグ・マクローリーとNABO北米スーパーミドル級タイトルマッチを行い、9回にマクローリーのセコンドがタオルを投入したため、9回2分44秒TKO勝ちを収めNABO北米王座の4度目の防衛に成功、同時にWBA世界スーパーミドル級挑戦者決定戦も兼ねていた為サウル・アルバレスへの挑戦権を獲得した。
2024年6月25日、同年9月14日にT-モバイル・アリーナでWBAスーパー・WBC・WBO世界スーパーミドル級王者サウル・アルバレスとの対戦が発表された。
2024年9月14日、T-モバイル・アリーナでWBAスーパー・WBC・WBO世界スーパーミドル級王者サウル・アルバレスとWBA・WBC・WBO世界同級タイトルマッチを行うも、12回0-3（109-118×2、110-117）の判定負けを喫しプロ初黒星と同時に王座獲得に失敗した。
2025年7月12日、ニューヨーク市クイーンズのルイ・アームストロング・スタジアムでWBC世界スーパーミドル級6位のハムザ・シェラーズとWBC世界同級挑戦者決定戦を行うも、4回に左フック、右ストレート、左フックの連撃と左フック、右ストレートで2度、5回に左フック、右ストレートで1度の計3度ダウンを奪われ、右グローブがキャンバスに触れる形で3度目のダウンを奪われた直後にレフェリーが即座に試合を止め、初のKO負けとなる5回17秒TKO負けを喫し王者のサウル・アルバレスへの挑戦権を獲得できなかった。

## 戦績
- アマチュアボクシング：179戦 162勝 17敗
- プロボクシング：25戦 23勝 (18KO) 2敗

| 戦           | 日付           | 勝敗 | 時間    | 内容    | 対戦相手                           | 国籍           | 備考                                                                 |
| ------------ | -------------- | ---- | ------- | ------- | ---------------------------------- | -------------- | -------------------------------------------------------------------- |
| 1            | 2016年4月29日  | ☆    | 1R 1:02 | KO      | ジョージ・ペドロサ                 | メキシコ       | プロデビュー戦                                                       |
| 2            | 2016年6月16日  | ☆    | 1R 0:49 | KO      | ホセ・アントニオ・レオス           | メキシコ       |                                                                      |
| 3            | 2016年11月18日 | ☆    | 1R 2:40 | TKO     | ホセ・アルベルト・リール           | メキシコ       |                                                                      |
| 4            | 2017年3月24日  | ☆    | 1R 1:14 | TKO     | クリストファー・セラーノ           | アメリカ合衆国 |                                                                      |
| 5            | 2017年9月9日   | ☆    | 1R 0:41 | KO      | サーディック・ムハンマド           | アメリカ合衆国 |                                                                      |
| 6            | 2017年11月18日 | ☆    | 1R 1:42 | TKO     | エンリケ・ガレゴス                 | アメリカ合衆国 |                                                                      |
| 7            | 2018年1月26日  | ☆    | 1R 2:42 | TKO     | ハイメ・バルボサ                   | コスタリカ     |                                                                      |
| 8            | 2018年6月9日   | ☆    | 1R 1:24 | TKO     | アーロン・ガルシア                 | アメリカ合衆国 |                                                                      |
| 9            | 2018年9月29日  | ☆    | 1R 2:29 | TKO     | グレゴリー・クラーク               | アメリカ合衆国 |                                                                      |
| 10           | 2019年4月20日  | ☆    | 1R 0:46 | TKO     | サミール・ドス・サントス・バルボサ | ブラジル       |                                                                      |
| 11           | 2019年5月25日  | ☆    | 1R 0:43 | KO      | ジョルジー・バルジュ               | ハンガリー     |                                                                      |
| 12           | 2019年8月10日  | ☆    | 1R 2:24 | TKO     | グレゴリー・トレネル               | ドイツ         |                                                                      |
| 13           | 2019年12月14日 | ☆    | 1R 2:45 | TKO     | セサール・ヌネス                   | スペイン       |                                                                      |
| 14           | 2020年7月21日  | ☆    | 1R 1:02 | KO      | エリック・ムーン                   | アメリカ合衆国 |                                                                      |
| 15           | 2020年10月17日 | ☆    | 1R 1:19 | TKO     | ラネル・ベローズ                   | アメリカ合衆国 |                                                                      |
| 16           | 2020年12月12日 | ☆    | 1R 2:40 | TKO     | ユリシーズ・シエーラ               | アメリカ合衆国 |                                                                      |
| 17           | 2021年4月24日  | ☆    | 8R      | 判定3-0 | デモンド・ニコルソン               | アメリカ合衆国 |                                                                      |
| 18           | 2021年10月9日  | ☆    | 10R     | 判定3-0 | マルセロ・コセレス                 | アルゼンチン   | NABO北米スーパーミドル級王座決定戦                                   |
| 19           | 2022年3月19日  | ☆    | 10R     | 判定3-0 | スティーブ・ロールズ               | カナダ         | NABO防衛1                                                            |
| 20           | 2022年6月11日  | ☆    | 10R     | 判定3-0 | ロアメール・アレクシス・アングロ   | コロンビア     | NABO防衛2                                                            |
| 21           | 2023年6月24日  | ☆    | 12R     | 判定3-0 | ジェイソン・クイグリー             | アイルランド   | NABO防衛3                                                            |
| 22           | 2024年2月24日  | ☆    | 6R 2:44 | KO      | パドレイグ・マクローリー           | アイルランド   | NABO防衛4 WBA世界スーパーミドル級挑戦者決定戦                        |
| 23           | 2024年9月14日  | ★    | 12R     | 判定0-3 | サウル・アルバレス                 | メキシコ       | WBA・WBC・WBO世界スーパーミドル級タイトルマッチ                      |
| 24           | 2025年3月15日  | ☆    | 1R 2:31 | TKO     | ジョナサン・ゴンザレス＝オルティス | プエルトリコ   | NABO北米スーパーミドル級王座決定戦 ※体重超過により王座獲得資格を剥奪 |
| 25           | 2025年7月12日  | ★    | 5R 0:17 | TKO     | ハムザ・シェラーズ                 | イギリス       | WBC世界スーパーミドル級挑戦者決定戦                                  |
| テンプレート |                |      |         |         |                                    |                |                                                                      |

## 獲得タイトル
- NABO北米スーパーミドル級王座（防衛4）